# 梁嘉恆
梁嘉恆（Leong Ka Hang，1992年11月22日—），生於葡屬澳門，澳門著名足球運動員，司職前鋒，在2010年以18歲之齡當選澳門足球先生，為澳門核心成員，現時效力澳門甲組足球聯賽球會鄒北記。

## 球會生涯
梁嘉恆生於澳門，自少熱愛運動經常與哥哥及朋友踢足球，後來中學更加入了校隊於澳門學界足球比賽表現出色，但到了初三的時候因為受到傷患困擾，令他無法上堂導致學業成績不佳在高一時更曾留班，後來答應家人要努力讀書，最終在選擇大學時沒有選擇體育學院作第一志願反而與朋友入讀澳門大學傳播系，梁嘉恆在2011年2月23日入選澳門代表隊出戰與香港南華在澳門氹仔運動場舉行的練習賽，在澳門落後0–2的劣勢下梁嘉恆仍表現水準替代表隊破蛋追貼1–2，最後澳門以1–3不敵南華，在2010–11年球季他以18歲之齡當選澳門足球先生，為了提升水平梁嘉恆於2011年8月前往日本接受半個月的足球訓練。
直到2013年他離開澳門發展隊加入蒙地卡羅，於2013年4月21日演出大四喜助球隊以6–0勝關帝文化。梁嘉恆在2014年9月6日舉行的港澳埠際賽中，對香港U23時為澳門射入一球世界波，而當時香港超級聯賽球會和富大埔教練團亦有觀看該場比賽，梁嘉恆在賽後獲和富大埔邀請到香港試腳，而梁嘉恆亦表示希望到香港超級聯賽發展。
梁嘉恆在和富大埔試腳期間表現獲教練鮑家耀讚賞，隨後在2014年11月5日和富大埔宣佈正式簽入梁嘉恆，於2014年11月22日主場迎戰太陽飛馬的聯賽，身穿92號球衣的梁嘉恆在下半場69分鐘後備入替基比斯首次出場，可惜他的攻門未能突破太陽飛馬門將泰臣的十指關，最終比賽結果以0–0完場。 2015年8月，由於和富大埔成績未如理想來季需要降班至港甲聯賽，而梁嘉恆仍將留效一季。
2016年7月21日，梁嘉恆以亞援身份正式轉投香港超級聯賽球會香港飛馬，同年12月居港滿兩年後轉為本地球員，於2016年12月10日主場迎戰傳統勁旅南華的聯賽在87分鐘取得加盟後的首個入球外，還助香港飛馬奠定2–1勝局取得自10月來首場勝仗，賽後梁嘉恆更當選賽事最有價值球員。其後他再2017年2月19日次循環的聯賽南華取得入球並協助香港飛馬以2–0勝出。
2018年7月，梁嘉恆轉會到香港超級聯賽球會理文，並身穿92號球衣。該季即協助理文贏得菁英盃。
2020年4月下旬，梁嘉恆因為港超停擺關係，暫時回到澳門，並且完成14日隔離，亦已重投操練，保持狀態。 2020年10月11日，梁嘉恆下半場後備入替佐迪，個人「連中三元」，協助理文在聯賽煞科戰4球大勝南區。
2021年7月30日，理文宣布梁嘉恆約滿離隊。 回到澳門，梁嘉恆優先考慮的是處理好左腳踝傷患，之後想嘗試到中國球壇闖一闖。
2022年3月9日，梁嘉恆正式重拾球員身份，於今季澳門甲組足球聯賽重返蒙地卡羅體育會，球會目前已完成註冊工作，嘉恆最快將於3月13日蒙地卡羅對陣加義的賽事亮相。2022年4月2日，梁嘉恆回歸蒙地卡羅首戰正選上陣，迎戰本菲卡。下半場54分鐘梁嘉恆把握對手解圍失誤射入回歸首個入球，10分鐘後再交出一個助攻，最後蒙卡8比0大勝本菲卡。
2023年5月26日，梁嘉恆梅開二度助澳科鄒北記2比1反勝兼絕殺廈門鷺建天成，協助球隊取得小組次位出線資格，將於5月29日、31日參加賽區排位賽。梁嘉恆賽後當選全場最佳球員。

## 國際賽生涯
澳門早年由香港名將梁帥榮執教便將只得16歲的梁嘉恆擢升上澳門一隊，其後又以16歲之齡越級挑戰19以下級別賽事入選澳門U19代表隊並在U19亞青賽總共攻入了6球，於2011年2月17日主場對柬埔寨的亞洲足協挑戰盃資格賽次回合在扳平10分鐘後梁嘉恆個人突破入球反超前勝出，最終90分鐘反勝3–1可惜在加時再被柬埔寨入球，兩回合合計仍以4–5出局無緣晉級分組賽。在2011年11月29日澳門主場以4–0擊敗廣東的第九屆粵澳盃足球賽個人梅開二度，兩回合計最後澳門以總入球數4–2贏取比賽。在2012年7月澳門於2014年亞洲足協U22資格賽面對同組對手有日本及澳洲等強隊，梁嘉恆並不畏懼在對澳洲時射入一球，原先安排梁嘉恆在比賽後到香港球會試腳，但因賽前訓練過度缺乏休息於最後一場膝部受傷而告吹。2016年11月，澳門爆冷勇闖亞洲足協團結盃決賽，於2016年11月15日在馬來西亞古晉上演的冠軍戰以0–1僅負尼泊爾屈居亞軍創下近年國際賽最佳成績，而梁嘉恆獲選為本屆賽事最佳球員。

## 榮譽

### 球會
蒙地卡羅
- 澳門甲組足球聯賽冠軍（2013季度）

和富大埔
- 香港甲組足球聯賽冠軍（2015–16季度）
- 香港足總組初級組亞軍（2015–16季度）

理文
- 香港菁英盃冠軍（2018–19季度）

### 代表隊
- 2011年粵澳盃冠軍
- 2011年港澳埠際賽冠軍
- 2013年粵澳盃冠軍
- 2015年東亞盃預賽亞軍
- 2016年粵澳盃冠軍
- 2016年亞足聯團結盃足球賽亞軍

### 個人
- 2011年澳門傑出運動員獎
- 2011年澳門足球先生
- 2013年澳門足球先生
- 2016年亞足聯團結盃足球賽最有價值球員

## 外部連結
- 香港足球總會網頁球員註冊資料 （页面存档备份，存于）